# Canadian Elite Basketball League 2023
La stagione CEBL 2023 fu la quinta della Canadian Elite Basketball League. Parteciparono 10 squadre in due gironi.

## Squadre partecipanti

### Eastern Conference
- Brampton Badgers
- Montreal Alliance
- Niagara River Lions
- Ottawa Blackjacks
- Scarborough S. Stars

### Western Conference
- Calgary Surge
- Edmonton Stingers
- Saskatchewan Rattl.
- Vancouver Bandits
- Winnipeg Sea Bears

## Classifica

### Western Conference
| Squadra             | V  | P  | PCT  | GB |
| ------------------- | -- | -- | ---- | -- |
| Calgary Surge       | 12 | 8  | 60,0 | -  |
| Winnipeg Sea Bears  | 12 | 8  | 60,0 | -  |
| Edmonton Stingers   | 9  | 11 | 45,0 | 3  |
| Vancouver Bandits   | 8  | 12 | 40,0 | 4  |
| Saskatchewan Rattl. | 8  | 12 | 40,0 | 4  |

### Eastern Conference
| Squadra              | V  | P  | PCT  | GB |
| -------------------- | -- | -- | ---- | -- |
| Niagara River Lions  | 13 | 7  | 65,0 | -  |
| Ottawa Blackjacks    | 12 | 8  | 60,0 | 1  |
| Scarborough S. Stars | 11 | 9  | 55,0 | 2  |
| Brampton Badgers     | 8  | 12 | 40,0 | 5  |
| Montreal Alliance    | 7  | 13 | 35,0 | 6  |

## Play-off

### Tabellone
|  | Quarti di finale | Quarti di finale | Quarti di finale |             |             | Semifinali  | Semifinali | Semifinali |  |  | Finale CEBL | Finale CEBL | Finale CEBL |  |
|  |                  |                  |                  |             |             |             |            |            |  |  |             |             |             |  |
|  |                  |                  |                  |             |             | Niagara     | Niagara    | 71         |  |  |             |             |             |  |
|  |                  |                  |                  |             |             | Niagara     | Niagara    | 71         |  |  |             |             |             |  |
|  |                  |                  | Scarborough      | Scarborough | 74          |             |            |            |  |  |             |             |             |  |
|  | Ottawa           | Ottawa           | Scarborough      | Scarborough | 74          | 72          |            |            |  |  |             |             |             |  |
|  | Ottawa           | Ottawa           |                  |             |             |             |            |            |  |  |             |             |             |  |
|  | Scarborough      | Scarborough      | 77               |             |             |             |            |            |  |  |             |             |             |  |
|  | Scarborough      | Scarborough      | 77               |             | Scarborough | Scarborough | 82         |            |  |  |             |             |             |  |
|  |                  |                  |                  |             |             |             |            |            |  |  |             |             |             |  |
|  |                  |                  | Calgary          | Calgary     | 70          |             |            |            |  |  |             |             |             |  |
|  |                  |                  |                  | Calgary     | 70          |             |            |            |  |  |             |             |             |  |
|  |                  |                  |                  |             |             |             |            |            |  |  |             |             |             |  |
|  |                  |                  |                  |             |             |             |            |            |  |  |             |             |             |  |
|  |                  | Calgary          | Calgary          | 77          |             |             |            |            |  |  |             |             |             |  |
|  |                  |                  |                  | 77          |             |             |            |            |  |  |             |             |             |  |
|  |                  |                  | Vancouver        | Vancouver   | 75          |             |            |            |  |  |             |             |             |  |
|  | Calgary          | Calgary          | Vancouver        | Vancouver   | 75          | 84          |            |            |  |  |             |             |             |  |
|  | Calgary          | Calgary          |                  |             |             |             |            |            |  |  |             |             |             |  |
|  | Edmonton         | Edmonton         | 68               |             |             |             |            |            |  |  |             |             |             |  |

### Play-In
| Scarborough 4 agosto 2023, ore 19:00                      | Scarborough S. Stars | 98 – 74 (18-19, 27-17, 25-22, 28-16) | Brampton Badgers | Toronto Pan Am Sports Centre (1.654 spett.) |
| \| \| \| \| \| Barber 32 \| Punti \| 16 Baker, Stevens \| |                      |                                      |                  |                                             |
|                                                           |                      |                                      |                  |                                             |
| Barber 32                                                 | Punti                | 16 Baker, Stevens                    |                  |                                             |

| Winnipeg 4 agosto 2023, ore 20:00                 | Winnipeg Sea Bears | 81 – 87 (23-23, 18-22, 24-21, 16-21) | Edmonton Stingers | Canada Life Centre (10.580 spett.) |
| \| \| \| \| \| Allen 35 \| Punti \| 24 Osborne \| |                    |                                      |                   |                                    |
|                                                   |                    |                                      |                   |                                    |
| Allen 35                                          | Punti              | 24 Osborne                           |                   |                                    |

### Quarti di finale
| Ottawa 6 agosto 2023, ore 19:00               | Ottawa Blackjacks | 72 – 77 (14-15, 23-15, 25-20, 10-27) | Scarborough S. Stars | TD Place Arena (2.519 spett.) |
| \| \| \| \| \| Gant 21 \| Punti \| 24 Mike \| |                   |                                      |                      |                               |
|                                               |                   |                                      |                      |                               |
| Gant 21                                       | Punti             | 24 Mike                              |                      |                               |

| Calgary 6 agosto 2023, ore 19:00                 | Calgary Surge | 84 – 68 (21-13, 27-16, 12-21, 24-18) | Edmonton Stingers | Winsport Arena (3.089 spett.) |
| \| \| \| \| \| Smith 21 \| Punti \| 19 Clarke \| |               |                                      |                   |                               |
|                                                  |               |                                      |                   |                               |
| Smith 21                                         | Punti         | 19 Clarke                            |                   |                               |

### Semifinali
| Langley 11 agosto 2023, ore 17:00                      | Niagara River Lions | 71 – 74 (20-14, 12-21, 15-18, 24-21) | Scarborough S. Stars | Langley Events Centre (1.000 spett.) |
| \| \| \| \| \| Henry-Blair 20 \| Punti \| 15 Barber \| |                     |                                      |                      |                                      |
|                                                        |                     |                                      |                      |                                      |
| Henry-Blair 20                                         | Punti               | 15 Barber                            |                      |                                      |

| Langley 11 agosto 2023, ore 19:30              | Calgary Surge | 77 – 75 (22-15, 16-18, 13-20, 26-22) | Vancouver Bandits | Langley Events Centre (5.000 spett.) |
| \| \| \| \| \| Smith 25 \| Punti \| 21 Ward \| |               |                                      |                   |                                      |
|                                                |               |                                      |                   |                                      |
| Smith 25                                       | Punti         | 21 Ward                              |                   |                                      |

### Finale CEBL
| Langley 13 agosto 2023, ore 16:00                    | Calgary Surge | 70 – 82 (19-16, 13-25, 19-19, 19-22) | Scarborough S. Stars | Langley Events Centre (5.000 spett.) |
| \| \| \| \| \| Tshimanga 15 \| Punti \| 23 Barber \| |               |                                      |                      |                                      |
|                                                      |               |                                      |                      |                                      |
| Tshimanga 15                                         | Punti         | 23 Barber                            |                      |                                      |

## Vincitore
| Campione CEBL 2023                     |
| -------------------------------------- |
| Scarborough Shooting Stars (1º titolo) |

## Statistiche
| Categoria             | Giocatore             | Squadra               | Stat  |
| --------------------- | --------------------- | --------------------- | ----- |
| Punti per gara        | Justin Wright-Foreman | Saskatchewan Rattlers | 29,2  |
| Rimbalzi per gara     | Simisola Shittu       | Calgary Surge         | 10,6  |
| Assist per gara       | Kadre Gray            | Ottawa Blackjacks     | 6,3   |
| Palle rubate per gara | Khalil Ahmad          | Niagara River Lions   | 2,4   |
| Stoppate per gara     | EJ Onu                | Niagara River Lions   | 2,0   |
| Percentuale dal campo | Nick Ward             | Vancouver Bandits     | 61,9% |
| Percentuale da 3      | Jelani Watson-Gayle   | Winnipeg Sea Bears    | 49,0% |

## Premi CEBL
- CEBL Most Valuable Player: Teddy Allen, Winnipeg Sea Bears
- CEBL Coach of the Year: Mike Taylor, Winnipeg Sea Bears
- CEBL Defensive Player of the Year: Khalil Ahmad, Niagara River Lions
- CEBL Clutch Player of the Year: Khalil Ahmad, Niagara River Lions
- CEBL 6th man of the year: Jelani Watson-Gayle, Winnipeg Sea Bears
- CEBL Canadian Player of the Year: Kadre Gray, Ottawa Blackjacks
- CEBL U Sports Developmental Player of the Year: Simon Hildebrandt, Winnipeg Sea Bears
- CEBL Finals MVP: Isiaha Mike, Scarborough Shooting Stars
- All-CEBL First Team
  - Simisola Shittu, Calgary Surge
  - Teddy Allen, Winnipeg Sea Bears
  - Justin Wright-Foreman, askatchewan Rattlers
  - Cat Barber, Scarborough Shooting Stars
  - Khalil Ahmad, Niagara River Lions
- All-CEBL Second Team
  - Deng Adel, Ottawa Blackjacks
  - Kadre Gray, Ottawa Blackjacks
  - Christian Vital, Brampton Honey Badgers
  - Ahmed Hill, Montreal Alliance
  - E.J. Anosike, Winnipeg Sea Bears
- All-CEBL Canadian Team
  - Simisola Shittu, Calgary Surge
  - Thomas Kennedy, Scarborough Shooting Stars
  - Jackson Rowe, Ottawa Blackjacks
  - Kadre Gray, Ottawa Blackjacks
  - Sean Miller-Moore, Calgary Surge